# SWIFT
Společnost pro celosvětovou mezibankovní finanční telekomunikaci (anglicky Society for Worldwide Interbank Financial Telecommunication, SWIFT), oficiálně S.W.I.F.T. SCRL, je belgická nezávislá společnost sloužící jako zprostředkovatel a vykonavatel finančních transakcí v mezinárodním platebním styku.
Svých cílů SWIFT dosahuje provozem telekomunikační sítě SWIFTNet, kterou užívá více než 11 000 bank a dalších finančních i nefinačních institucí z více než 200 zemí světa. Ty jsou v této síti identifikovány jedinečnými kódy – BIC (Business Identifier Codes, standard ISO 9362), které jim SWIFT přiděluje. Těmto institucím též poskytuje software a související služby.
Společnost SWIFT byla za tímto účelem založena velkými evropskými a severoamerickými bankami v roce 1973. Právní formou jde o družstvo s ručením omezeným (francouzsky Société à responsabilité limitée Cooperative) vlastněné zúčastněnými institucemi, sídlící v belgickém La Hulpe nedaleko Bruselu.
V roce 2018 byla polovina přeshraničních plateb vyšších částek na světě realizována prostřednictvím systému SWIFT. Denní počet vyměněných datových zpráv v roce 2015 činil 32 milionů (ve srovnání s 2,4 miliony v roce 1995).
Univerzální přijetí systému SWIFT a závislost světové ekonomiky na něm znamená možnost jeho použití k politickému boji. V období let 2012–2016 byly v kontextu ekonomických a finančních sankcí uvalených Spojenými státy ze systému SWIFT odpojeny finanční instituce Íránu. V roce 2014 britská vláda uvažovala o vyloučení Ruska ze systému v rámci sankcí na něj uvalených v souvislosti s počínající krizí na Ukrajině, a tak byl roku 2015 zaveden čínský systém CIPS a roku 2017 ruský systém SPFS. V souvislosti s ruskou invazí na Ukrajinu v roce 2022 rozhodla Evropská unie v rámci svých sankčních balíčků proti Rusku také o odpojení některých ruských bank, včetně největší Sberbank, od systému SWIFT.

## Vznik
Na sklonku šedesátých let začal výrazný nárůst mezinárodních bankovních operací převyšovat možnosti klasického ručního zpracování i možnosti tehdejších telekomunikačních prostředků. V této době banky komunikovaly převážně prostřednictvím dálnopisu (telex), který neposkytoval dostatečnou bezpečnost a nenabízel prostor pro efektivní automatizaci. Náklady se prudce zvyšovaly, což nutilo jednotlivé banky automatizovat a budovat vlastní zúčtovací systémy. Používání různých systémů a odlišných postupů jednotlivých bank v platebním styku vedlo velmi často k nedorozumění a ve svém důsledku komplikovalo zpracování plateb. Skupina významných bank navrhla proto řešení založené na dvou klíčových požadavcích – společném jazyku a společném telekomunikačním systému mezi bankami.
V květnu roku 1973 skupina 239 bank z patnácti vyspělých zemí Evropy a Severní Ameriky založila nevýdělečnou organizaci typu družstva, plně vlastněnou členskými bankami s hlavním sídlem v Bruselu v jejímž vedení byl Carl Reuterskiöld, dalším ze spoluzakladatelů byl Bessel Kok. Tato společnost měla za úkol sjednotit a standardizovat mezibankovní komunikaci a umožnit přenos dat mezi bankami a dalšími finančními institucemi s důrazem na bezpečnost a spolehlivost. Návrh a vývoj jednotného systému, postupů, řešení technických, komerčních a právních otázek trvaly další čtyři roky a velký význam v něm měla společnost Logica, mezinárodní společnost specializující se na informační technologie, která měla už tou dobou ve svém portfoliu zřízení řídícího systému pro síť plynovodů ve Spojeném království roku 1971.
V roce 1977 byl systém SWIFT úspěšně uveden do provozu, všechny jeho zakládající země „živě“ napojeny a počet členských bank vzrostl na 586. První standardizovaná finanční zpráva byla poslána swiftovou sítí v květnu 1977 belgickým princem Albertem. V té době již skupinu tvořilo 518 komerčních bank z 22 zemí.
V prvním roce provozu sítě bylo odesláno celkem 3,4 mil. swiftových zpráv. Původně plánovaný objem 300 tis. zpráv za den byl v následujících letech výrazně překonán. Rozšiřování okruhu členských bank bylo doprovázeno zvyšováním objemu přenesených zpráv. K dnešnímu dni výhod systému SWIFT využívá přes 9 tisíc peněžních institucí a dalších více než tisíc korporátních klientů, objem přenesených zpráv za den se blíží 20 milionům a průměrný čas doručení zprávy je méně než 20 sekund.

## Účel
V současné době používají banky k přenosu dat i informací převážně jen SWIFT. Dálnopisové zprávy tvoří nepatrnou část zasílaných zpráv. Dálnopisové spojení využívají hlavně méně významné banky a finanční instituce, které zpracovávají malé množství platebních operací, pro něž by bylo napojení na swiftovou síť příliš nákladné vzhledem k malému rozsahu využití.
V řadě zemí byl dokonce dálnopis už zrušen, v ČR se tak stalo v r. 2008.
Zapojením do SWIFTu získávají banky mnoho výhod, zejména
- rychlou komunikaci s ostatními bankami nebo finančními institucemi po celém světě,
- zvýšení produktivity zpracování informací (vše je automatizováno),
- snížení nákladů na přenos informací např. oproti dálnopisné zprávě
- zvýšení bezpečnosti při přenosu informací

## Síť
Swiftová síť je složena ze dvou operačních středisek. Jedno je v Evropě (Leiden) a druhé v USA (New York). Střediska jsou mezi sebou vzájemně propojena a slouží k ukládání dat druhému středisku. Přenos dat a informací realizovaný prostřednictvím SWIFTu se provádí prostřednictvím tzv. swiftových zpráv, které jsou charakterizovány vysokým stupněm standardizace formy i obsahu a stejným jazykem – angličtinou. Každá swiftová zpráva se vždy označuje písmeny MT a třemi numerickými znaky – MT xyz, kde x je kategorie zprávy; y je skupina zprávy; z je typ zprávy. Paralelně byla vyvinuta nová sada finančních zpráv ve formátu XML, jejich používání je však zatím dobrovolné až na SEPA platby. Povinné používání XML zpráv je plánováno od 11/2025.

## Rozhraní SWIFT
Pro připojení do sítě SWIFT slouží rozhraní SWIFT (aplikace umožňující komunikaci dle standardů podporovaných v síti SWIFT).
- SWIFTNet Link (SNL) – infrastrukturní komunikační rozhraní (hlavní komponentou je Tuxedo)
- SWIFTAlliance Access (SAA)– serverová aplikace zajišťující přenos, zpracování a distribuci swiftových zpráv
- SWIFTAlliance Entry (SAE) – jednouživatelská aplikace zajišťující přenos a zpracování swiftových zpráv (na PC)
- SWIFTAlliance Workstation (SAW) – tlustý klient SAA
- SWIFTAlliance Gateway (SAG) – komunikační koncentrátor
- SWIFTAlliance Starter Set (SAS) – light verze SAG
- SWIFTAlliance Webstation (SAB) – GUI SAG
- SWIFTAlliance Messenger (SAM) – Java aplikační server zprostředkující přístup do SAA z tenkého klienta
- SWIFTAlliance Lite (SAL) – odlehčená verze pro korporáty

## Druhy zpráv
Swiftové zprávy se člení do deseti kategorií:
- 0 – Systémové zprávy (System Messages)
- 1 – Úhrady klientů a úhrady šeků (Customer Transfers, Cheques)
- 2 – Mezibankovní převody (Financial Institution Transfers)
- 3 – Konverze a operace na peněžních trzích (Foreign Exchange, Money Markets and Derivatives)
- 4 – Inkasa a Cash Letters (Collections and Cash Letters)
- 5 – Operace s cennými papíry (Securities)
- 6 – Drahé kovy a komodity (Precious Metals and Syndications)
- 7 – Dokumentární akreditivy a záruky (Documentary Credits, Guarantees)
- 8 – Cestovní šeky (Travellers Cheques)
- 9 – Zprávy o zůstatcích, výpisy, avíza o změnách sazeb, žádosti a statusy (Cash Management, Customer status)

v každé kategorii kromě 0 je pak poslední skupina zpráv společná:
- n9x – Společná skupina zpráv (Common Group Messages)

## Swiftová adresa – BIC
Swiftová adresa dané banky BIC (Business Identifier Code = bankovní identifikační kód) je osmi nebo jedenáctimístný údaj, který se skládá z následujících znaků:
- kódu banky, který identifikuje banku pomocí čtyř abecedních znaků (např. KOMB – Komerční banka a.s. Praha; CNBA – ČNB; apod.)
- kódu země, identifikujícího zemi nebo geografické území, na němž je umístěno sídlo banky nebo jiného konkrétního uživatele (používá se dvoumístného abecedního kódu ISO, např. FR pro Francii, US pro USA, CZ pro Českou republiku atd.);
- kódu místa, který identifikuje pomocí dvoumístného alfanumerického znaku region nebo město, v němž je umístěno sídlo uživatele (např. PP – Praha, SG – Singapur atd.)
- příp. kódu pobočky, který je volitelnou součástí swiftové adresy a skládá se ze tří alfanumerických znaků.

Swiftové adresy jsou popsány normou ISO 9362 a jsou publikovány v adresáři BIC Directory a to v tištěné nebo v elektronické podobě. Lze je též nalézt na webových stránkách SWIFTu.
Pozn: Kvůli zapojení nefinančních korporací se BIC dnes správně jmenuje Business Identifier Code tedy obchodní identifikační kód.

## BIC kódy bank v ČR
V tabulce jsou uvedeny kódy bank, stavebních spořitelen a závodních družstev. Stav k 6. 11. 2018.
| Název                                                         | BIC kód                          |
| ------------------------------------------------------------- | -------------------------------- |
| Air Bank                                                      | AIRACZPP                         |
| Artesa, spořitelní družstvo                                   | ARTTCZPPXXX                      |
| B-Efekt                                                       | BEFKCZP1XXX                      |
| Bank of China (Hungary)                                       | BKCHCZPPXXX                      |
| Banka CREDITAS                                                | CTASCZ22XXX                      |
| BNP Paribas Fortis                                            | GEBACZPPXXX                      |
| BNP Paribas Personal Finance (Hello Bank)                     | BPPFCZP1XXX                      |
| Citibank Europe                                               | CITICZPP                         |
| Citfin, spořitelní družstvo                                   | CITFCZPP                         |
| COMMERZBANK                                                   | COBACZPX                         |
| Česká exportní banka                                          | CZEECZPP                         |
| Česká národní banka                                           | CNBACZPP                         |
| Česká spořitelna                                              | GIBACZPX                         |
| Českomoravská stavební spořitelna                             | Nemá (alternativa BIC: CEKOCZPP) |
| Českomoravská záruční a rozvojová banka                       | CMZRCZP1                         |
| Československá obchodní banka                                 | CEKOCZPP                         |
| Československé úvěrní družstvo                                | Nemá (alternativa BIC: CEKOCZPP) |
| Deutsche Bank                                                 | DEUTCZPX                         |
| Družstevní záložna Kredit                                     | Nemá (alternativa BIC: CEKOCZPP) |
| EEPAYS                                                        | EEPSCZPPXXX                      |
| Equa bank                                                     | EQBKCZPP                         |
| Expobank                                                      | EXPNCZPPXXX                      |
| Fairplay Pay                                                  | FAPOCZP1XXX                      |
| Fio banka                                                     | FIOBCZPP                         |
| Fortis Bank                                                   | GEBACZPP                         |
| MONETA Money Bank                                             | AGBACZPP                         |
| HSBC Bank                                                     | MIDLCZPP                         |
| Hypoteční banka                                               | Nemá (alternativa BIC: CEKOCZPP) |
| ING Bank                                                      | INGBCZPP                         |
| J & T Banka                                                   | JTBPCZPP                         |
| Komerční banka                                                | KOMBCZPP                         |
| Industrial and Commercial Bank of China Limited Prague Branch | ICBKCZPPXXX                      |
| mBank                                                         | BREXCZPP                         |
| Modrá pyramida stavební spořitelna                            | Nemá (alternativa BIC: KOMBCZPP) |
| MONETA Money Bank                                             | AGBACZPPXXX                      |
| MUFG Bank (Europe)                                            | BOTKCZPPXXX                      |
| NEY spořitelní družstvo                                       | Nemá (alternativa BIC: CEKOCZPP) |
| Oberbank                                                      | OBKLCZ2X                         |
| ORANGETRUST                                                   | ORRRCZP1XXX                      |
| Payment Execution                                             | PAERCZP1XXX                      |
| Peněžní dům, spořitelní družstvo                              | Nemá (alternativa BIC: CEKOCZPP) |
| Podnikatelská družstevní záložna                              | Nemá (alternativa BIC: CEKOCZPP) |
| Poštová banka                                                 | POBNCZPP                         |
| PKO BP                                                        | BPKOCZPPXXX                      |
| PPF banka                                                     | PMBPCZPP                         |
| PRIVAT BANK AG der Raiffeisenlandesbank Oberösterreich        | Nemá (alternativa BIC: CEKOCZPP) |
| Raiffeisen stavební spořitelna                                | Nemá (alternativa BIC: CEKOCZPP) |
| Raiffeisenbank                                                | RZBCCZPP                         |
| Royal Bank of Scotland                                        | ABNACZPP                         |
| Saxo Bank                                                     | SAXPCZP1                         |
| Sberbank CZ                                                   | VBOECZ2X                         |
| Stavební spořitelna České spořitelny                          | Nemá (alternativa BIC: GIBACZPP) |
| Trinity Bank                                                  | MPUBCZPPXXX                      |
| UniCredit Bank                                                | BACXCZPP                         |
| Volksbank Raiffeisenbank Nordoberpfalz                        | GENOCZ21XXX                      |
| Všeobecná úverová banka                                       | SUBACZPP                         |
| Waldviertler Sparkasse Bank                                   | SPWTCZ21X                        |
| Wüstenrot hypoteční banka                                     | Nemá (alternativa BIC: CEKOCZPP) |
| Wüstenrot stavební spořitelna                                 | Nemá (alternativa BIC: CEKOCZPP) |

Zdroj: Měšec.cz

## Member Administered Closed User Groups
MACUG (Member Administered Closed User Group) je zkratka, pod kterou se skrývá uzavřená skupina firem spravovaná bankou – Member. Closed User Group má za úkol umožnit bankám a jejich korporátním klientům výměnu dat a informací pomocí zabezpečené sítě SWIFTNet. Skupina je označena za uzavřenou, protože firmy nemohou komunikovat s jinými uživateli sítě, dokonce ani mezi sebou navzájem, ale vždy jen se svou bankou. Druhou možností je SCORE – standardizované prostředí pro korporáty, které zastřešuje přímo SWIFT, takže korporáti mohou komunikovat se všemi bankami zúčastněnými ve SCORE.

## SIBOS
SIBOS (SWIFT International Banking Operations Seminar) je jedním z nejvýznamnějších meetingů, který se koná každý rok za účasti zástupců jednotlivých institucí ze všech členských zemí. Cílem této prestižní akce je zhodnocení uplynulého období, stavu probíhajících projektů a dostupnosti sítě, přehled nových a plánovaných projektů, přehlídka nových produktů a služeb atd. Menší evropskou akcí je pak SOFE – SWIFT Operation Forum Europe.